# Matie Stanley
Matie Stanley (* 4. Mai 2003) ist eine tuvaluische Leichtathletin.

## Biografie
Matie Stanley wurde 2021 er für die Olympischen Spiele 2020 in Tokio nominiert. Bei der Eröffnungsfeier war sie zusammen mit Karalo Maibuca Fahnenträgerin von Tuvalu. Im Wettkampf über 100 Meter lief sie im Vorlauf zwar mit 14,52 Sekunden persönliche Bestleistung, schied jedoch vorzeitig aus. Während der Eröffnungsfeier war sie gemeinsam mit ihrem Leichtathletik-Kollegen Karalo Maibuca die Fahnenträgerin ihrer Nation.